# Kamienica przy placu Wolności 10a w Katowicach
Kamienica przy placu Wolności 10a w Katowicach – zabytkowa kamienica mieszkalna, położona przy placu Wolności 10a w Katowicach-Śródmieściu.

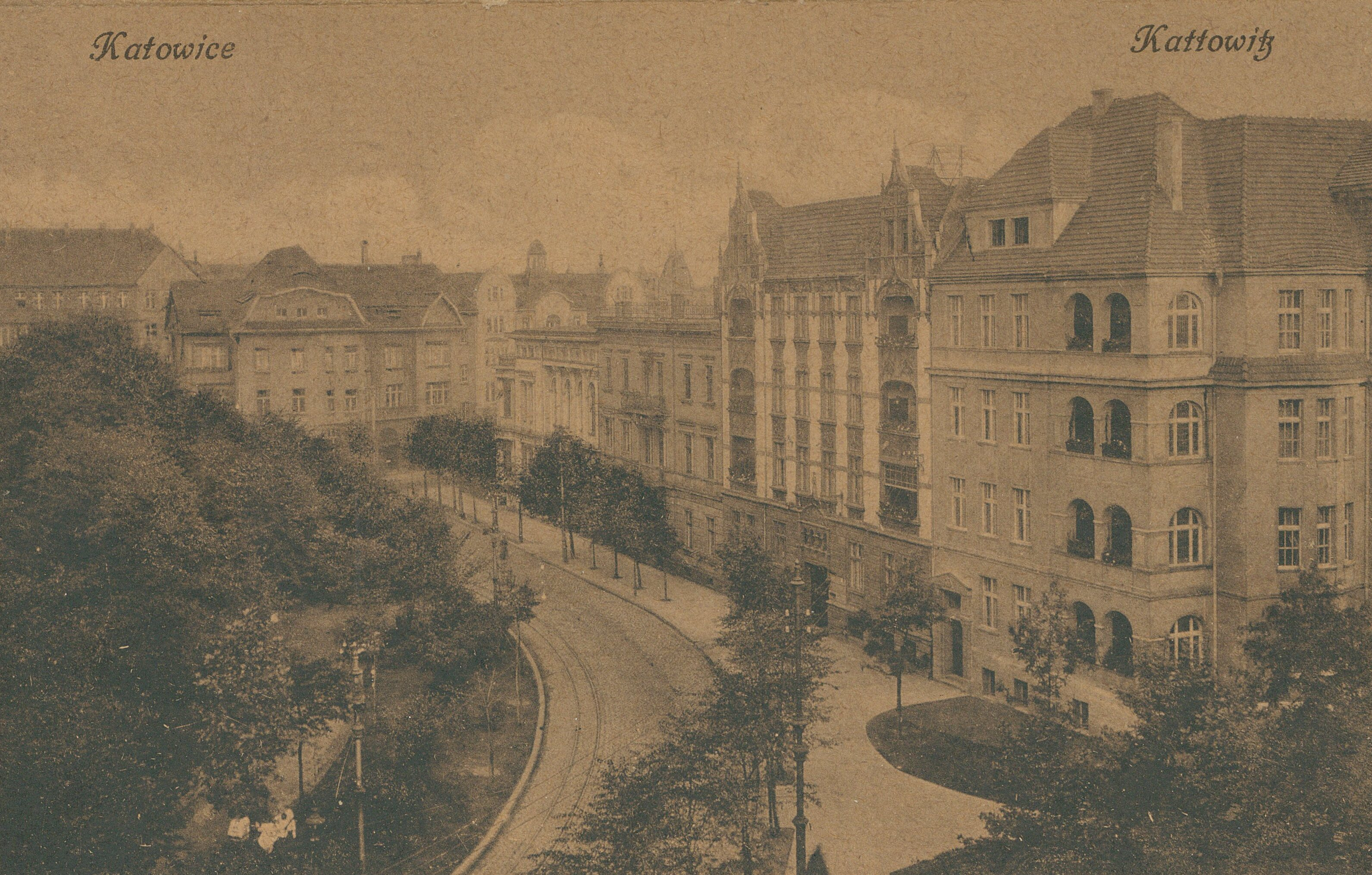
Widokówka wydana przed 1920 rokiem; po prawej stronie kamienica pod numerem 10a

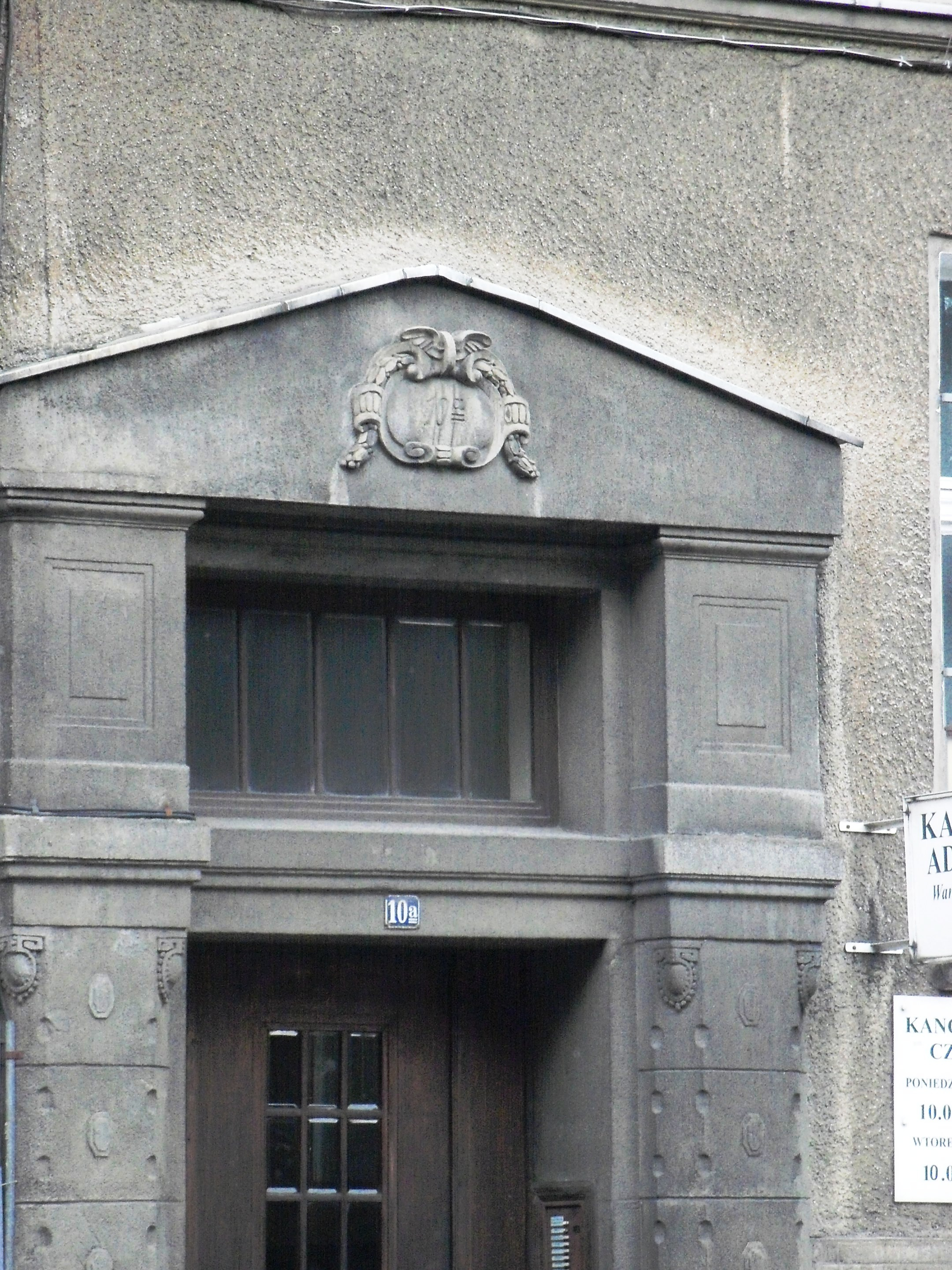
Portal nad wejściem głównym do kamienicy z inskrypcją „10a”

Została ona wybudowana w latach 1911–1912 z cegły w stylu modernistycznym. W 1935 roku właścicielem kamienicy była Dyrekcja Okręgowa Kolei Powiatowej, a w kamienicy w tym czasie mieściły się wyłącznie lokale mieszkalne. W dniu 11 sierpnia 1992 roku wpisano ją do rejestru zabytków pod numerem A/1490/92 – granice ochrony obejmują cały budynek. Budynek wpisany jest także do gminnej ewidencji zabytków miasta Katowice.
Na początku lutego 2022 roku w systemie REGON pod tym adresem zarejestrowane były 6 aktywnych podmiotów gospodarczych. W tym czasie działał tutaj m.in. biuro architektoniczne, kancelaria adwokacka i księgarnia prawnicza. 
Powierzchnia użytkowa budynku wynosi 886,56 m², zaś powierzchnia zabudowy 435 m². Kamienica posiada cztery kondygnacje nadziemne, poddasze i podpiwniczenie. Okna kamienicy znajdujące się na fasadzie budynku posiadają różny kształt, z czego część z nich jest zwieńczona łukiem. Nad wejściem do kamienicy znajduje się portal z inskrypcją „10a”.